# Kamalaśīla
Kamalasila (c. 740-795) fue un monje y filósofo budista indio de Nalanda. Discípulo de Śāntarakṣita, a quien acompañó para fundar el Monasterio de Samye, lugar en el que compartieron sus enseñanzas y donde empezó el budismo tibetano.
Tuvo un aporte considerable dentro de la Escuela Madhyamaka a la que pertenecía, convirtiéndose en alguien influyente para la rama Mahāyāna y para el Budismo de Asia oriental. Fue un escritor prolífico, versado en filosofías tanto budistas como no budistas, y reconocido como el victorioso en el Debate de Samye, en el que se enfrentó durante dos años, entre 792 y 794, con el monje Heshang Moheyan quien representaba al budismo chan proveniente de China, esto con el objetivo de averiguar si el nirvana ocurre de forma gradual o repentina, en la que el monje indio defendió la primera postura. Luego de su victoria, Kamalasila fue asesinado por tres hombres, no se sabe si estos fueron mandados por Moheyan o si era gente que se oponía a que el budismo se introdujera en el Tíbet.